# Never Fade
"Never Fade" é uma canção da banda de rock Americana Alice in Chains e o terceiro single do sexto álbum de estúdio da banda, Rainier Fog, lançado em 24 de agosto de 2018. A música foi co-escrita pelos vocalistas Jerry Cantrell e William DuVall, que dividem os vocais principais na canção, com DuVall cantando os versos e o pré-refrão, enquanto Cantrell canta o refrão. A canção é um tributo à falecida avó de William DuVall, ao vocalista da banda Soundgarden, Chris Cornell, e ao vocalista original do Alice in Chains, Layne Staley.
"Never Fade" foi lançada como single no YouTube e nas plataformas digitais em 10 de agosto de 2018, e atingiu a 10ª posição da parada Mainstream Rock da Billboard, e a 10ª posição da parada US Active Rock do Mediabase.

## Origem e gravação
O vocalista e guitarrista Jerry Cantrell inicialmente não achava que "Never Fade" era uma canção do Alice in Chains. Cantrell compôs a música e o refrão, mas ele ainda não tinha os versos e pretendia compor ao longo do processo de gravação de Rainier Fog, ou talvez para algo que ele fosse fazer no futuro, como uma trilha sonora.
O vocalista e guitarrista William DuVall escreveu a letra no Studio X em Seattle no verão de 2017. DuVall compôs a letra sozinho no estúdio até as 3 da manhã. A letra foi inspirada nas mortes da avó de DuVall, que faleceu aos 105 anos enquanto o Alice in Chains gravava o álbum Rainier Fog, e também na morte de Chris Cornell, vocalista do Soundgarden e amigo pessoal dos integrantes do Alice in Chains que faleceu um mês antes da banda começar a gravar o álbum. DuVall disse à revista britânica Kerrang! que ele também estava pensando em Layne Staley, vocalista original do Alice in Chains, enquanto compunha a letra.
Em entrevista à revista britânica Classic Rock em agosto de 2018, DuVall falou sobre a canção:
| “ | Never Fade foi escrita por mim no estúdio. Todo mundo tinha ido pra casa. Eu fiquei lá a noite inteira e apenas absorvi e pensei em muitas coisas. E eu senti que estar nesse cenário ajudou a desencadear muitas dessas coisas que precisavam sair, que eu estava prendendo, por muito tempo em alguns casos. Eu tinha acabado de perder a minha avó; você sabe sobre Chris [Cornell]. Tinha tanta coisa acontecendo naquela época. | ” |

A sessão noturna no estúdio sem janelas em Seattle foi contrastada com o estúdio caseiro do produtor Nick Raskulinecz em Nashville, aonde a maior parte dos vocais foram gravados. "Nós fugimos para esta comunidade oposta, bucólica, com nada além de terras agrícolas por quilômetros ao redor. Você podia ver a luz do sol ou a chuva através das janelas, e se sentia entre os elementos", disse DuVall sobre a gravação no estúdio de Raskulinecz.

## Lançamento
Em 9 de agosto de 2018, o Alice in Chains anunciou em suas redes sociais que uma nova música seria lançada no dia seguinte.
O single foi lançado no canal oficial da banda no YouTube em 10 de agosto de 2018, e também foi disponibilizado para streaming e download digital pago via Spotify, iTunes, Amazon Music, Apple Music, Google Play e Deezer.

## Créditos
- William DuVall - Vocal principal, guitarra rítmica
- Jerry Cantrell - Vocal principal, guitarra solo
- Mike Inez - Baixo
- Sean Kinney - Bateria

## Desempenho nas tabelas musicais
| Tabela (2018)                                    | Melhor posição |
| ------------------------------------------------ | -------------- |
| Países Baixos (Free40 Alternative Songs)         | 12             |
| Canadá (Mediabase Active Rock)                   | 20             |
| Estados Unidos (Billboard Rock Airplay)          | 32             |
| Estados Unidos (Mediabase Active Rock)           | 10             |
| Estados Unidos (Billboard Mainstream Rock Songs) | 10             |